# Дилов, Гайбулло Дилович
Гайбулло Дилович Дилов (узб. Gaibullo Dilovich Dilov; род. 1947 19.09) — 2007 27.08 узбекский государственный деятель. С 11 ноября 1998 по 31 мая 2002 год являлся хокимом Навоийской области.

## Биография
Родился в 1947.
11 ноября 1998 года президент Узбекистана Ислам Каримов подписал указ о назнчении Гайбулло Дилова хокимом Навоийской области, который до назначения работал первым заместителем хокима Бухарской области.
Избирался депутатом Олий Мажлиса Республики Узбекистан II созыва (2000—2005) от Канимехского избирательного округа № 76, был выдвинут Навоийским областным Советом народных депутатов.
Награди 1996.г заслужинний ирригатор Узбекистана, 1997.г орденим Дустлик
31 мая 2002 года глава Узбекистана Ислам Каримов освободил от обязанностей хокима области.